# Calanthemis spiloderes
Calanthemis spiloderes är en skalbaggsart som beskrevs av Karl Jordan 1903.
Calanthemis spiloderes ingår i släktet Calanthemis och familjen långhorningar. Inga underarter finns listadei Catalogue of Life.